# Апате
Апате́ (дав.-гр. Ἀπάτη) — персонаж давньогрецької міфології,
богиня брехні й обману, дочка Нікти, народжена без батька. 
Перед її підступами були беззахисні як люди, так і божества. Заволоділа розумом Зевса, за що згодом була скинута ним з Олімпу на землю. 
Згідно з віруваннями орфіків Апате від Зелоса, бога заздрощів і ревнощів, народила Афродіту. Згідно з іншими джерелами Апате і Зелос прийняли з морської піни новонароджену Афродіту. 
У міфі про скриню Пандори Апате виступає одним із злих духів, випущених на свободу. 
За Гесіодом вона була дочкою Ериди і сестрою Ати.